# Mick Lyons
Michael Lyons, più conosciuto con il diminutivo Mick Lyons (Liverpool, 8 dicembre 1951) è un allenatore di calcio ed ex calciatore inglese, di ruolo difensore.

## Caratteristiche tecniche
Era un difensore centrale.

## Carriera

### Giocatore

#### Club
Dopo aver giocato nelle giovanili dell'Everton esordisce in prima squadra all'età di 19 anni nel corso della stagione 1970-1971; nel corso degli anni seguenti si impone subito come titolare al centro della difesa delle Toffees, di cui dal 1976 al 1982, anno del suo addio al club, è anche capitano. Trascorre infatti nel club dodici stagioni consecutive, tutte in prima divisione, totalizzando complessivamente 390 presenze e 48 reti in partite di campionato e, più in generale, 460 presenze e 59 reti fra tutte le competizioni ufficiali con il club, con cui tra l'altro gioca (perdendola) anche una finale di Coppa di Lega nella stagione 1976-1977, vince il FA Charity Shield 1970 e, complici un terzo e due quarti posti in campionato, partecipa a tre diverse edizioni della Coppa UEFA, competizione in cui gioca in totale 7 partite.
Nell'estate del 1982 viene ceduto allo Sheffield Weds, club di seconda divisione: nella sua prima stagione in squadra ottiene un sesto posto in campionato e raggiunge la semifinale di FA Cup, mentre l'anno seguente conquista una promozione in prima divisione, categoria nella quale gioca nella stagione 1984-1985, al termine della quale dopo 129 presenze e 12 reti in partite di campionato lascia il club per passare al Grimsby Town, club di seconda divisione, con il doppio ruolo di giocatore ed allenatore, che mantiene per due stagioni, fino al 1987.
In carriera ha totalizzato complessivamente 569 presenze e 64 reti nei campionati della Football League.

#### Nazionale
Nel 1978 ha giocato 2 partite nella nazionale B.

### Allenatore
Dal 1985 al 1987 è, come detto, allenatore del Grimsby Town in seconda divisione; la sua seconda stagione nel club si conclude con una retrocessione in terza divisione. Dopo un quadriennio nello staff tecnico dell'Everton, nel 1991 è vice dei canadesi dei Nova Scotia Clippers (con cui torna anche in campo come giocatore). Allena poi in due diverse parentesi la nazionale del Brunei, oltre che i Canberra Cosmos nella prima divisione australiana. Siede inoltre anche sulle panchine di vari club australiani di leghe minori.

## Palmarès

### Giocatore

#### Competizioni nazionali
- FA Charity Shield: 1

Everton: 1970